# Mahmoud Messadi

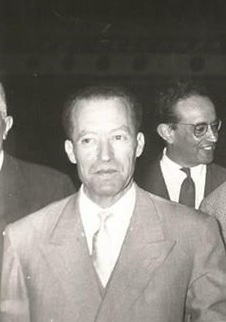
Mahmoud Messadi

Mahmoud Messadi (arabisch محمود المسعدي, DMG Maḥmūd al-Masʿadī; * 28. Januar 1911 in Tazarka; † 16. Dezember 2004 in La Marsa) war ein tunesischer Schriftsteller und Politiker.
Mahmoud Messadi gilt in der arabischen Welt als Begründer einer besonderen literarischen Schule. Er „gehört zu den wenigen modernen Autoren des 20. Jahrhunderts, denen es gelungen ist, die orientalisch-arabische Seele samt ihrer Größe und ihren Widersprüchen künstlerisch-entlarvend darzustellen“.
Messadi absolvierte das Collège Sadiki in Tunis und studierte an der Sorbonne in Paris arabische Sprache und Literatur. Nach der Unabhängigkeit Tunesiens (1956) war er Bildungsminister (1958–1968), dann Kulturminister (1973–1976). 
Auf ihn gehen die Modernisierung des tunesischen Bildungssystems und die Gründung der tunesischen Universität zurück.

## Werke
Seine bekanntesten Werke sind: 
- Der Staudamm [1955]; (deutsch Oktober 2007)
- Und es sprach Abu Hurairata [1973], (deutsch Dezember 2009)
- Die Genese des Vergessens [1974], (deutsch März 2008)
- Die Verankerung des Seins [1979]
- Aus Imrans Tagen [2002] [deutsch Oktober 2012, zusammen mit "Der Reisende" und "Sindbad und die Läuterung"]